# Eusceptis extensa
Eusceptis extensa är en fjärilsart som beskrevs av Embrik Strand 1914. Eusceptis extensa ingår i släktet Eusceptis och familjen nattflyn. Inga underarter finns listade i Catalogue of Life.